# Fastball

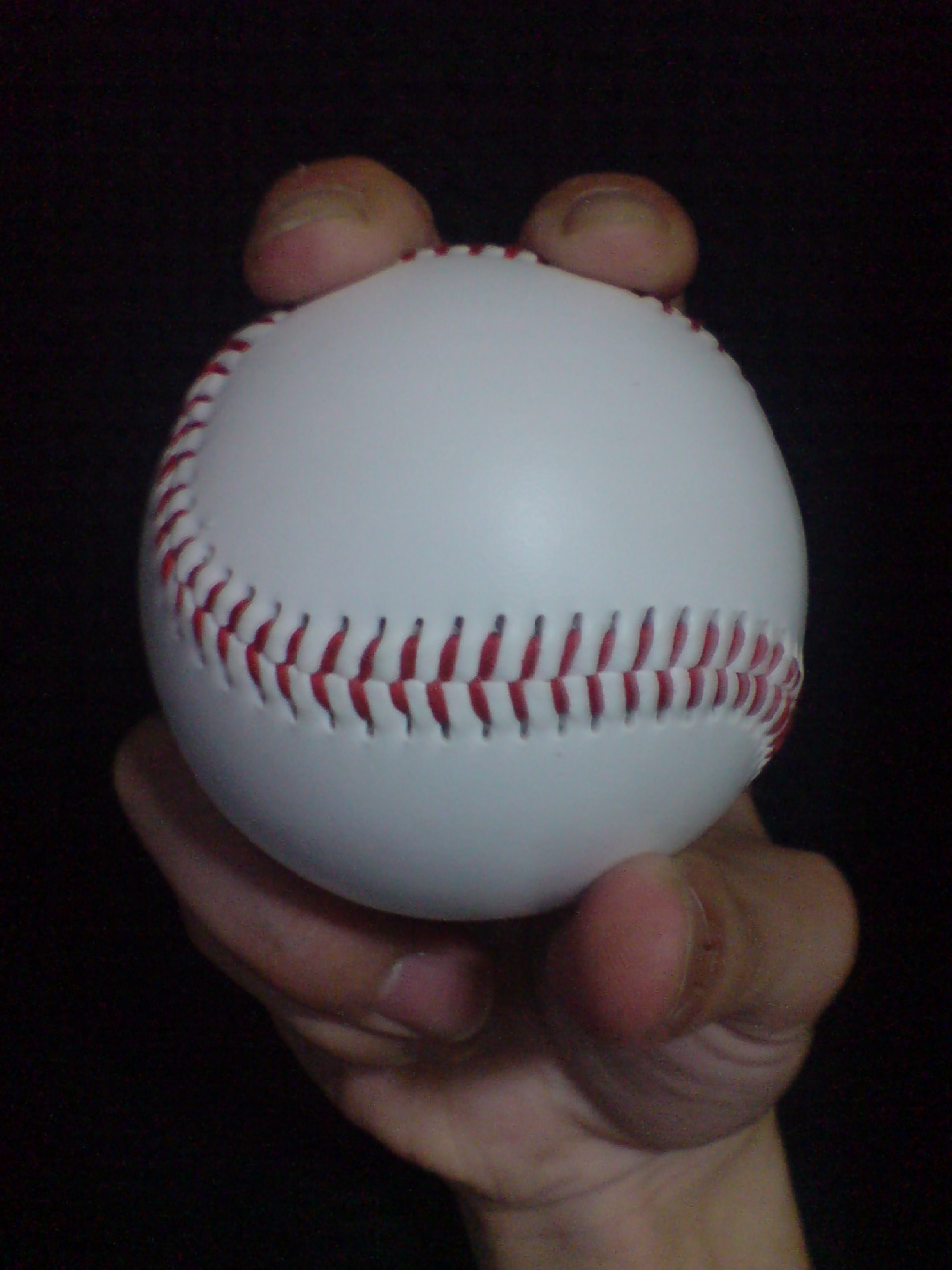
Greppet när man kastar en four-seam fastball.

Fastball är den vanligaste typen av kast som en pitcher i baseboll använder för att försvåra för slagmannen att träffa bollen.
En fastball är pitcherns hårda, raka kast. I den nordamerikanska proffsligan Major League Baseball (MLB) kan pitchers komma upp i hastigheter över 160 km/h (100 mph). En fastball är relativt lätt att sikta mot då den har en rak bollbana. Pitchern försöker därför normalt placera bollen i ett av hörnen i strikezonen. Kastets styrka ligger i att det är svårt för slagmannen att hinna med att "tima" sin sving. Ju fler fastballs slagmannen ser desto lättare blir det för honom att avväga sin timing. Pitchern varierar sig därför genom att kasta skruvade kast som slider och curveball, eller helt oskruvade kast som knuckleball. En pitcher kan också alternera en hård fastball med en lösare kastad changeup som ser ut som en fastball när den kastas, men lurar slagmannen att svinga för tidigt innan bollen nått fram.
Det finns flera olika typer av fastballs:
- Four-seam fastball - Den vanligaste typen som också är den rakaste och hårdaste.
- Two-seam fastball - Är relativt rak och hård men har litet mer böjd bollbana och är svårare att kasta med precision. Om den framför allt böjer av nedåt kallas den sinker.
- Cut fastball - Kallas även cutter. Har likheter med en slider men kastas med nästan samma grepp som en four-seam fastball. Detta ger en aning skruv i sidled i den senare delen av bollbanan, men mindre än för en slider.
- Split-finger fastball - Kallas även splitter. Liksom en changeup, som den liknar, kastas den med samma armrörelse som en vanlig fastball, men på grund av det annorlunda greppet där pekfingret och långfingret hålls isär får den inte samma rotation. I luften uppför den sig mer som en knuckleball, fast med mycket högre hastighet. Mot slutet brukar den böja av nedåt och åt höger eller vänster.